# 시사회
시사회(試寫會, 영어: test screening or test audience)란 영화나 광고 작품을 제작하는 과정, 혹은 제작 후 일반인들에게 공개하기에 앞서, 반응을 살펴보고자 미리 상영(preview)하는 기회를 갖는 모임을 말한다.

## 종류

### 기자 시사회
기자들을 상대로 한 시사회로 상영 후에 작품 출연진(감독, 주연, 조연 등)들과의 인터뷰가 이루어진다. 각종 온/오프라인 상의 언론매체 등에 일찍 노출되어야 하기 때문에 여러 시사회 중에서도 가장 먼저 일정이 잡히게 된다.

### VIP 시사회
각계각층의 유명인들 혹은 스탭들을 초대하여 이루어지는 시사회로써 각종 연예정보 방송 등에 노출되는 시사회가 바로 이 VIP 시사회이다. 때문에 각종매체에서 이슈로 떠오르기도 한다. 간혹 드물기는 하지만 일반인들도 VIP 시사회에 초대되어 연예인들과 같이 영화를 관람할 수 있는 기회를 얻기도 한다.

### 무대인사 시사회
작품 출연진(감독, 주연, 조연등)의 무대인사와 함께 일반 대중들에게 공개하는 시사회이다.

### 일반 시사회
작품 출연진(감독, 주연, 조연등)의 무대인사없이 일반 대중들에게 공개하는 시사회이다.

### 모니터 시사회
영화를 제작하는 과정 혹은 제작 후에 일반인들의 반응을 살펴보고자 이루어지는 시사회이다.

### 블라인드 모니터 시사회
영화를 제작하는 과정 혹은 제작 후에 이루어지는 점에서는 다른 시사회와 비슷하지만, 작품 제목을 공개하지 않는 등 사전에 관람객들에게 아무런 정보를 제공하지 않은 상태에서 반응을 살펴보고자 이루어지는 시사회이다. 말 그대로 블라인드 모니터 시사회이기 때문에, 종료된 후에는 관람객들을 대상으로 간단한 설문지 작성 등이 이루어지곤 한다.

## 같이 보기
- 스크리너
- 포모나 (캘리포니아주)